# Cizay-la-Madeleine
Cizay-la-Madeleine és un municipi francès situat al departament de Maine i Loira i a la regió de País del Loira. L'any 2007 tenia 431 habitants.

## Demografia

### Població
El 2007 la població de fet de Cizay-la-Madeleine era de 431 persones. Hi havia 174 famílies de les quals 44 eren unipersonals (20 homes vivint sols i 24 dones vivint soles), 53 parelles sense fills, 73 parelles amb fills i 4 famílies monoparentals amb fills.
La població ha evolucionat segons el següent gràfic:
Habitants censats

### Habitatges
El 2007 hi havia 194 habitatges, 172 eren l'habitatge principal de la família, 8 eren segones residències i 13 estaven desocupats. 192 eren cases i 2 eren apartaments. Dels 172 habitatges principals, 145 estaven ocupats pels seus propietaris, 25 estaven llogats i ocupats pels llogaters i 1 estava cedit a títol gratuït; 1 tenia una cambra, 10 en tenien dues, 25 en tenien tres, 48 en tenien quatre i 87 en tenien cinc o més. 154 habitatges disposaven pel capbaix d'una plaça de pàrquing. A 73 habitatges hi havia un automòbil i a 81 n'hi havia dos o més.

### Piràmide de població
La piràmide de població per edats i sexe el 2009 era:
| Homes | Edats   | Dones |
| ----- | ------- | ----- |
| 0     | 95 o +  | 0     |
| 0     | 90 a 94 | 0     |
| 0     | 85 a 89 | 0     |
| 0     | 80 a 84 | 0     |
| 12    | 75 a 79 | 16    |
| 4     | 70 a 74 | 12    |
| 8     | 65 a 69 | 8     |
| 12    | 60 a 64 | 8     |
| 8     | 55 a 59 | 12    |
| 16    | 50 a 54 | 16    |
| 28    | 45 a 49 | 16    |
| 16    | 40 a 44 | 20    |
| 12    | 35 a 39 | 8     |
| 16    | 30 a 34 | 12    |
| 20    | 25 a 29 | 16    |
| 4     | 20 a 24 | 16    |
| 28    | 15 a 19 | 0     |
| 8     | 10 a 14 | 20    |
| 28    | 5 a 9   | 8     |
| 4     | 0 a 4   | 4     |

## Economia
El 2007 la població en edat de treballar era de 267 persones, 216 eren actives i 51 eren inactives. De les 216 persones actives 197 estaven ocupades (116 homes i 81 dones) i 18 estaven aturades (4 homes i 14 dones). De les 51 persones inactives 20 estaven jubilades, 17 estaven estudiant i 14 estaven classificades com a «altres inactius».

### Ingressos
El 2009 a Cizay-la-Madeleine hi havia 183 unitats fiscals que integraven 484,5 persones, la mediana anual d'ingressos fiscals per persona era de 15.680 €.

### Activitats econòmiques
Dels 12 establiments que hi havia el 2007, 1 era d'una empresa de fabricació d'altres productes industrials, 3 d'empreses de construcció, 4 d'empreses de comerç i reparació d'automòbils, 1 d'una empresa de transport, 2 d'empreses financeres i 1 d'una empresa de serveis.
Dels 3 establiments de servei als particulars que hi havia el 2009, 1 era un paleta, 1 fusteria i 1 electricista.
L'únic establiment comercial que hi havia el 2009 era una floristeria.
L'any 2000 a Cizay-la-Madeleine hi havia 27 explotacions agrícoles que ocupaven un total de 1.206 hectàrees.

## Equipaments sanitaris i escolars
El 2009 hi havia una escola elemental integrada dins d'un grup escolar amb les comunes properes formant una escola dispersa.

## Poblacions més properes
El següent diagrama mostra les poblacions més properes.